# Imhofstraße (Schwäbisch Gmünd)

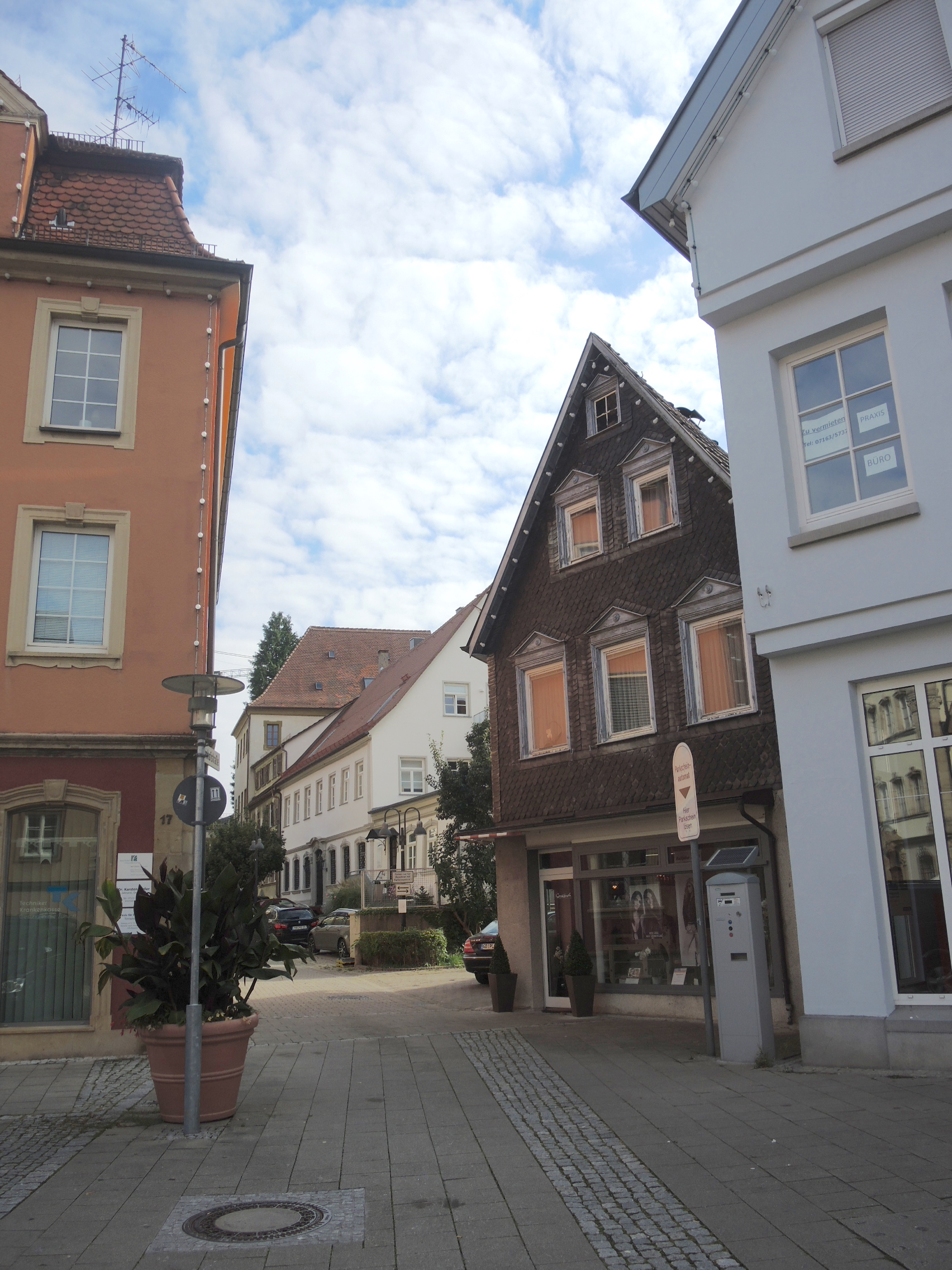
Blick zur Imhofstraße von der Kornhausstraße

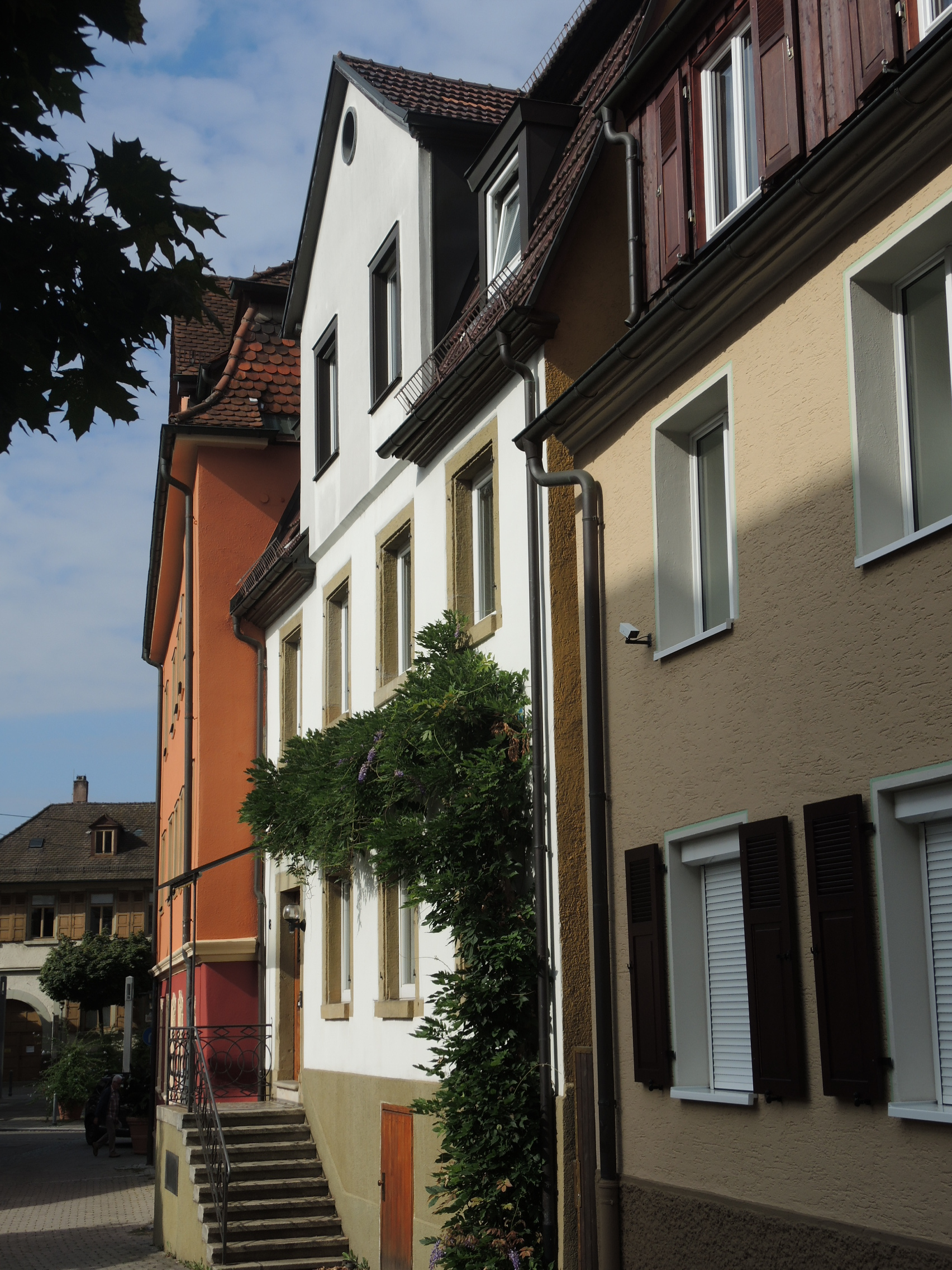
Blick in die Gegenrichtung

Die mehrfach verzweigte Imhofstraße (kurz: Imhof; bis 1936 Judenhof) ist ein Areal in der südöstlichen Altstadt von Schwäbisch Gmünd.

## Geschichte
Das Gebiet der heutigen Imhofstraße war ein jüdisches Viertel innerhalb der Staufischen Stadtbefestigung am südöstlichen Rand der alten staufischen Kernstadt. Das leicht am Hang zum Zeiselberg liegende Viertel wurde durch die Tierach durchflossen. Einzelne Häuser des Viertels tragen Adressen anderer Gassen, wie zum Beispiel die Rechbergsche Scheuer, die der Rinderbacher Gasse zugehört. Während Stadthistoriker wie Albert Deibele in den 1930er-Jahren und Klaus Jürgen Herrmann 2012 von der früheren jüdischen Besiedlung des Viertels ausgingen, äußerte der Gmünder Historiker Klaus Graf noch Bedenken, auch aufgrund der spärlichen Quellenlage. Eine jüdische Gemeinde ist indes schon für 1241 in Schwäbisch Gmünd bezeugt. Die Geschichte der Juden in Gmünd ist jedoch wechselhaft, so kam es 1349 zu einem Pogrom gegen die Juden der Stadt, bei dem sämtliche Juden erschlagen wurden. Von Anfang des 16. Jahrhunderts bis 1802 war es zudem den Juden untersagt sich in der Stadt niederzulassen. Dies ging auf ein 1501 von Kaiser Maximilian erkauftes und von Kaiser Karl V. 1521 erweitertes Recht der Stadt zurück.
Beim Abriss des an die Imhofstraße grenzenden und zum Viertel zuzählbaren Gebäudes Kornhausstraße 21 wurden 1991 Reste eines romanischen Steinhauses freigelegt. Dabei wurde auch eine in den Fels eingearbeitete Badestelle gefunden, die als jüdisches Ritualbad, Mikwe, gedeutet wurde. Diese Badestelle wurde aber nicht erhalten und dokumentiert.
Funde aus dem Jahr 2016, die ein großes mediales Interesse weckten, nähren die Annahmen des jüdischen Viertels. Aus den neuen Funden an der Bausubstanz allein konnten bis dato zwar noch keine weiteren Beweise für die Nutzung der Imhofstraße Nr. 9 als Synagoge gewonnen werden. Eine solche Nutzung wird jedoch von diversen Seiten angenommen. Es sollen dazu belegende Unterlagen im Gmünder Spitalarchiv gefunden worden sein. Unter anderem die Denkmalstiftung Baden-Württemberg, der Bund sowie die Stiftung Heiligenbruck unterstützen den Erhalt des Gebäudes und die Einrichtung eines Dokumentationszentrums zum jüdischen Leben in Schwäbisch Gmünd von 1288–1802.
Die Viertel verfügt über ein sogenanntes Judenhaus, auch Judenschule genannt und ein Judenbad sowie ehemals eine Judenmühle. Bis 1936 hieß das Areal Judenhof. Es wurde jedoch in der Zeit des Nationalsozialismus in Imhof umbenannt. Seit den 2010er-Jahren kommt es am östlichen Rand des Imhof-Viertels zu Umgestaltungen. An der Stelle der ehemaligen Dehyleschen Silberwarenfabrik, die unter anderem an Stelle des Rechbergschen Hauses Mitte/Ende des 19. Jahrhunderts errichtet wurde und die 1998 ihren Betrieb einstellte, entsteht eine neue Bebauung.

## Bedeutende Gebäude

### Bestehende Gebäude
Die Katz (Imhofstraße 2)

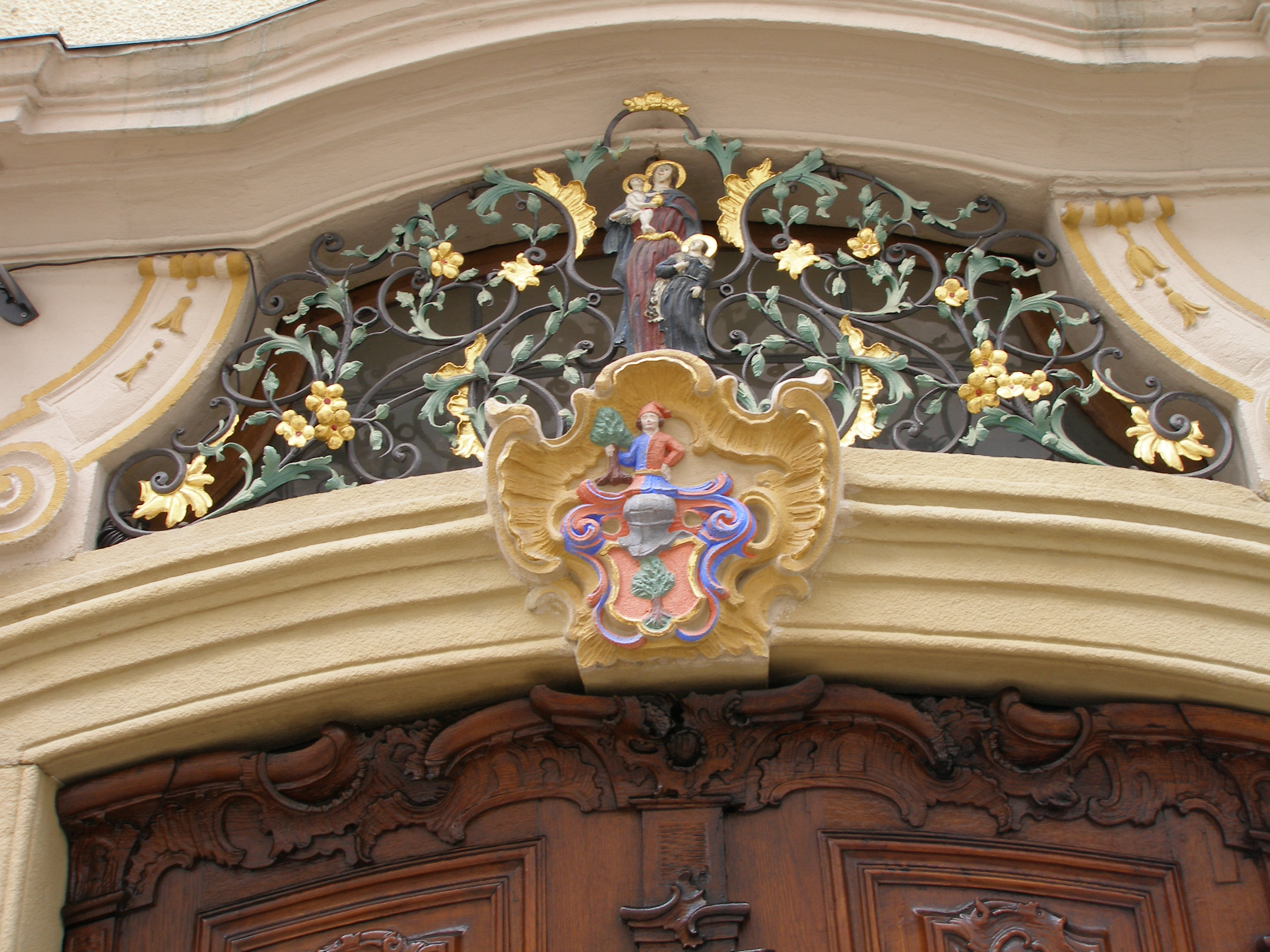
Bommas-Wappen und Anna-selbdritt-Darstellung am Haus „die Katz“

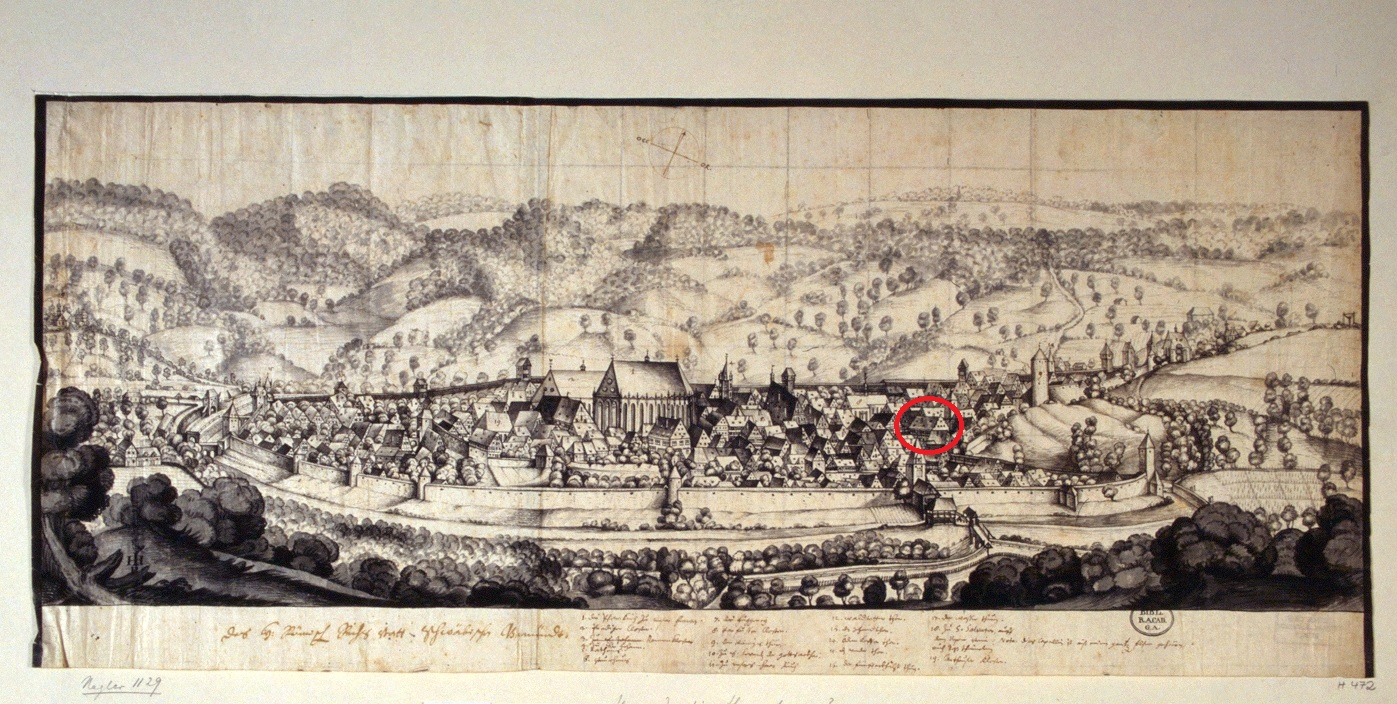
Merian-Stich der Stadt, hervorgehoben ist die Imhofstraße 9

Das Haus die Katz wurde auf mittelalterlichen Fundamenten und über einem Vorgängerbau stammenden Keller mit Tonnengewölbe um 1770 von Syndikus Peter Bommas erbaut, ein Verwandter von Johann Baptist Bommas. Es ist ein dreigeschossiges Haus mit einem Mansarddach. An der Außenfassade ist unter anderem das Portal mit dem Bommas-Wappen und die kunstvolle Vergitterung des Oberlichts mit der farbigen Anna-selbdritt-Darstellung erwähnenswert. Im Innenraum verfügt es über eine Treppe im Rokokostil. Im Inneren ist das Gebäude darüber hinaus weitestgehend ausgebaut.
Das Kätzle (Imhofstraße 4)
Das Kätzle wurde wie das Gebäude Imhofstraße 2 „die Katz“ von Syndikus Bommas erbaut. Es wurde um 1770 als zweigeschossiges Mansarddachhaus errichtet und war damit, wie das Deminutivum vermuten lässt, kleiner als das Haus „die Katz“. 1856/1957 wurde das Gebäude um zwei Geschosse aufgestockt und mit einem Walmdach versehen. An der Außenfassade ist ebenfalls das Portal mit dem Bommas-Wappen erwähnenswert (Baum mit Wurzel, Helmzier ein baumhaltendes Männchen). Im Innenraum ist wie bei der Imhofstraße 2 eine Treppe im Rokokostil erwähnenswert.
Imhofstraße 5
Das Gebäude Imhofstraße 5 ist ein spätklassizistisches, für Julius Rieß 1864 von einem Architekten Rieß aus Stuttgart errichtetes Wohnhaus, das über einem Sockel aus Quadern einen verputzten Fachwerkaufbau mit Kastenerker und Treppenanbau besitzt.
Imhofstraße 8
Das Gebäude Imhofstraße 8 ist ein zweigeschossiges Mansarddachhaus mit einem Keller mit Tonnengewölbe. Es wurde wahrscheinlich in der ersten Hälfte des 18. Jahrhunderts errichtet. 1870 wurde das Haus umfangreich umgestaltet, jedoch finden sich im Dachgebälk noch Teile aus der Bauzeit.

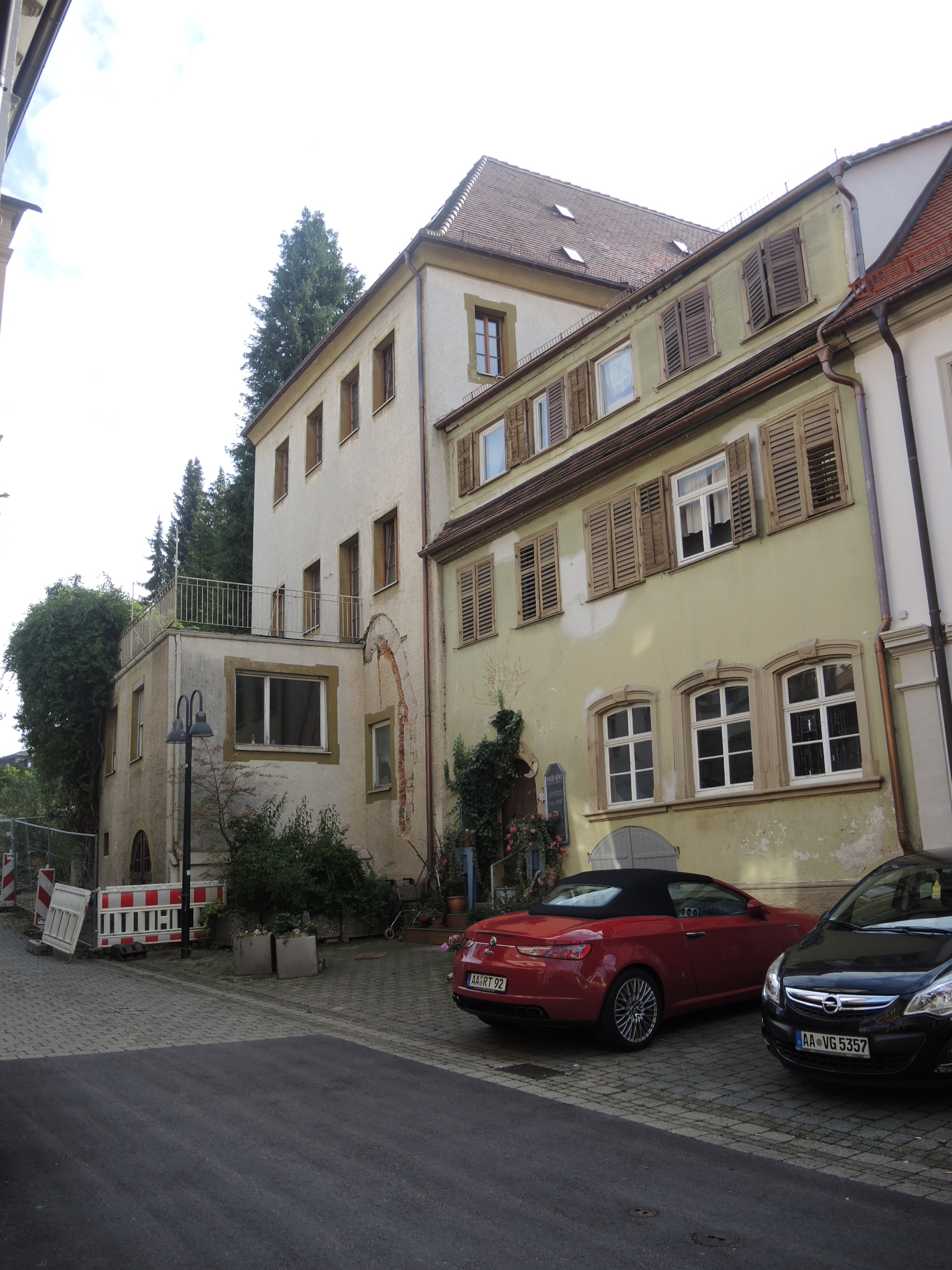
Judenhaus und Imhofstraße 11 (Nordfassaden) mit freigelegten Funden am Judenhaus (2016)

Judenhaus (auch Judenschule oder Synagoge; Imhofstraße 9)
Beim sogenannten Judenhaus handelt es sich um eines der ältesten Steinhäuser in Schwäbisch Gmünd. Es wurde wahrscheinlich 1288 errichtet. Im Erdgeschoss ist noch eine möglicherweise aus dem 13. Jahrhundert stammende Rundbogentür zu erkennen. Offengeblieben ist, wieweit die Umgestaltungen von 1788 reichten, die bei Franz Xaver Debler beschrieben sind. Funde aus dem Jahr 2016 zeigen, dass das nun dreigeschossige Gebäude ursprünglich zweigeschossig war und im unteren Bereich über hohe Räumlichkeiten verfügte. Ob es sich um eine mittelalterliche Synagoge handelte, oder lediglich um einen Adelshof konnte an der Bausubstanz nicht geklärt werden. Es wird allerdings nach weiteren Archivfunden von einem Synagogenbau ausgegangen. Derzeit wird das Gebäude aufwendig saniert. Es soll ein Ausstellungs- und Veranstaltungsort werden, der unter anderem die jüdische Geschichte Schwäbisch Gmünds aufbereitet.
Das Gebäude erfuhr mehrfach Umgestaltung, so stammt das Kellertor wohl aus der Zeit des Barock. Auch 1890 kam es entsprechend einer Inschrift im Kellerbereich dort zu Umgestaltungen, 1965 wurde das Dachgebälk teilweise erneuert, wobei dort auch Gebälk aus dem 13. Jahrhundert erhalten ist.
Imhofstraße 11

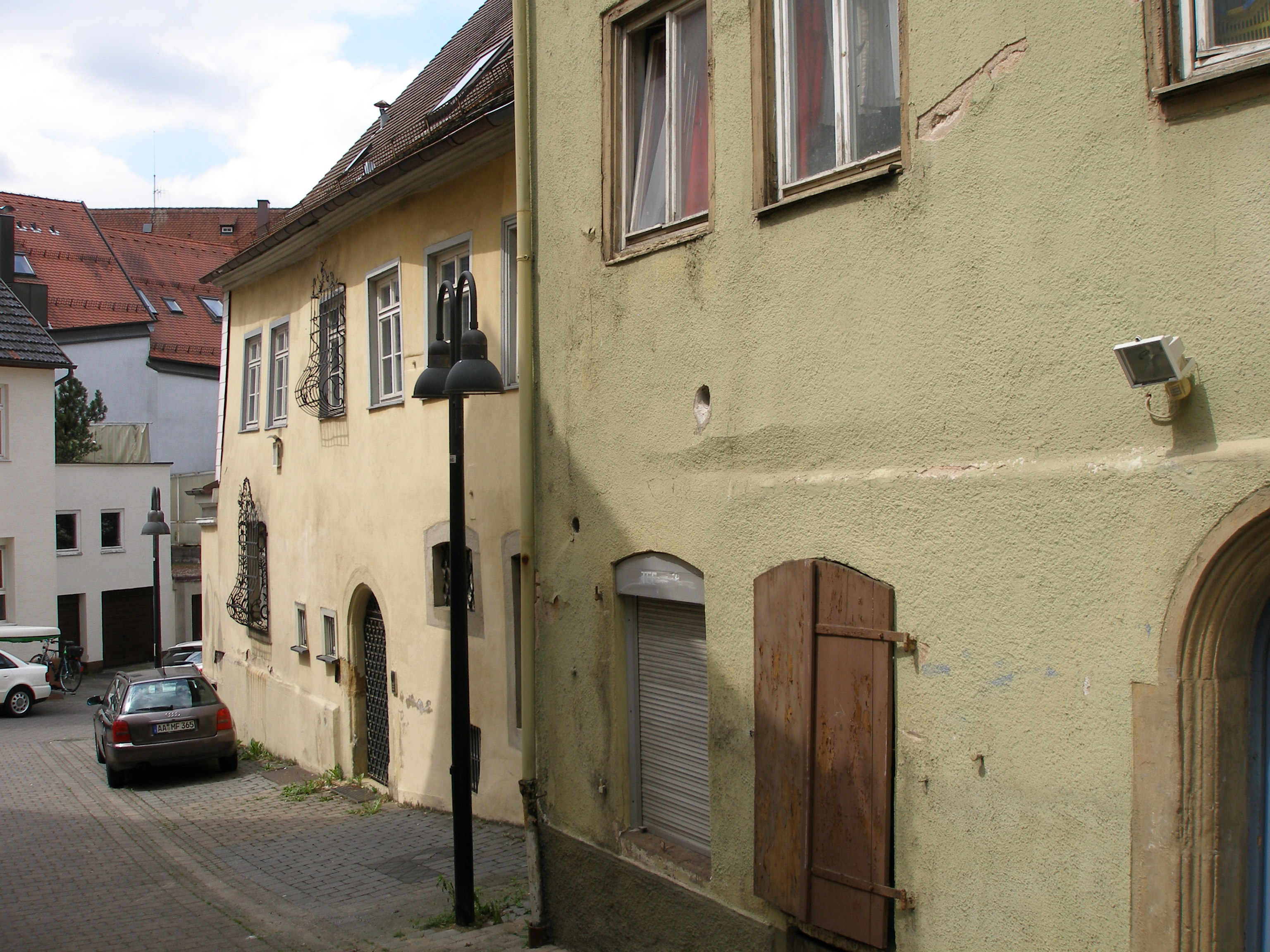
Im Vordergrund Südfassade der Imhofstraße 11, im Hintergrund Südfassade des Hauses Patritz Franz

Das an das „Judenhaus“ angrenzende Gebäude Imhofstraße 11 ist ein traufständiger, vollständig unterkellerter Bau aus dem frühen 17. Jahrhundert. Aus dieser Zeit stammt das Gewände der Türe in der Nordfassade. Die Obergeschosse wurden in Fachwerkbauweise ausgeführt. Der Innenausbau stammt aus dem späten 18. Jahrhundert. In dieser Zeit wurde wohl auch die Rokokotreppe eingebaut. Die Tür in der Südfassade trägt im Bogenscheitel die Jahreszahl 1.46, die Richard Strobel als 1746 liest.
Haus Patritz Franz (Imhofstraße 13)

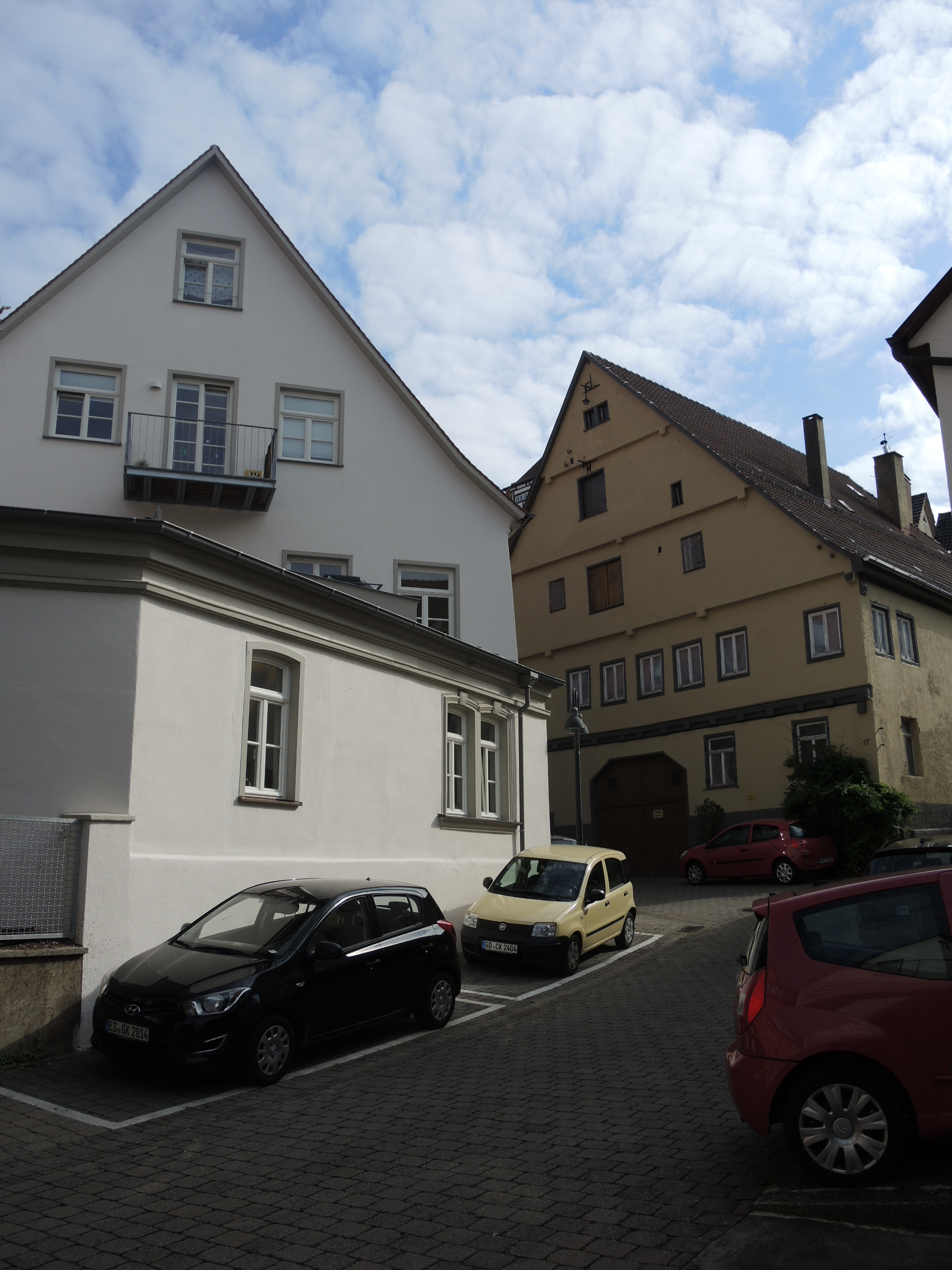
Blick auf Judenbad (Imhofstraße 17), im Vordergrund der Giebel vom Haus Patritz Franz

Das Haus Patritz Franz wurde von einem Händler dieses Namens 1774 errichtet. Teilweise wurden offensichtlich ältere Elemente übernommen. Es steht auf den Fundamenten eines mittelalterlichen Vorgängerbaus, von dem auch die Kelleranlage übernommen wurde. Das traufständige Gebäude wurde am Westgiebel 1864 um einen eingeschossigen Anbau erweitert. An der Nordfassade findet sich über dem Portal ein Doppelwappen, wobei neben einem unbekannten Wappen mit Trauben die Händlermarke von Patritz Fritzs (PF) abgebildet ist. In der Südfassade ist eine Steingewändetür aus dem 17. Jahrhundert eingelassen, die Fenstergitter stammen aus der Zeit des Barock und des Rokokos. Im Treppenhaus ebenfalls eine Rokokotreppe.
Wohnscheuer des Judenmüllers (auch Judenbad(stube); Frauenbad; Imhofstraße 17)
Das Gebäude Imhofstraße 17, das als Judenbad zum Beispiel auch im Stadtplan von Dominikus Debler verzeichnet ist, ist ein Ackerbürgerhaus aus dem 17. Jahrhundert, das jedoch in seiner Substanz ältere Bauteile besitzt. Das giebelständige Fachwerkhaus ist nur teilweise unterkellert. Im Untergeschoss befanden sich ehemals wohl Stallungen. Während im Innenraum zum Beispiel noch ein Rokokofederschloss an der Tür zum Dachboden erhalten ist, stammt der Stuck aus dem 19. Jahrhundert.
Bereits 1361 bestand wahrscheinlich im Vorgängerhaus ein Frauenbad. Anfang des 15. Jahrhunderts wird eine neue Badestube in diesem Bereich erwähnt, was Klaus Graf auf einen entsprechenden Neubau zurückführt. Die Bezeichnung Judenbad ist erstmals 1588 nachzuweisen. Die Badestellen die in den Vorgängerhäusern des heute als Judenbad bezeichneten Hauses und dessen Gebietes lagen, dürften daher hauptsächlich von Christen genutzt worden sein.
Rechbergsche Scheuer

### Abgegangene Gebäude
Judenmühle
Die Judenmühle wurde erstmals 1361 als Überschlagmühle bezeugt. Erst in der ersten Hälfte des 16. Jahrhunderts tritt sie dann nachgewiesen als Judenmühle in Erscheinung. Die Getreidemühle hatte eine wechselvolle Besitzer- und Betreibergeschichte. Ihre nicht ganz unwichtige Stellung ist mitunter an einer stattlichen Verkaufssumme auszumachen. Bis zu ihrem Brand 1887 war die Judenmühle voll intakt und in Betrieb. Noch heute sind Reste des Mühlgrabens im Bereich der Hochstraße zu erkennen.